# Fucking Åmål
Fucking Åmål (in sommige Engelstalige landen uitgebracht als Show Me Love) is een Zweedse film uit 1998, geregisseerd door Lukas Moodysson.

## Verhaal
Het verhaal speelt zich af in het onooglijke Zweedse provinciestadje Åmål waar nooit iets gebeurt en de jongeren zich vervelen. De zestienjarige Agnes voelt zich eenzaam en slaagt er niet in een stabiele vriendenkring op te bouwen. Agnes is verliefd op de veertienjarige Elin, het populairste meisje van de school. Elin draait de jongens zonder problemen om haar vingers, maar is daar eigenlijk op uitgekeken. Agnes' wereld stort in wanneer uitgerekend Elin haar op haar verjaardagsfeestje vernedert om indruk te kunnen maken op haar oudere zus Jessica. Maar daar heeft Elin, die gefascineerd raakt door Agnes' moed, achteraf spijt van. Er volgt een langzame toenadering tussen de twee.

## Rolverdeling
| Acteur              | Personage                               |
| ------------------- | --------------------------------------- |
| Rebecka Liljeberg   | Agnes Ahlberg                           |
| Alexandra Dahlström | Elin Olsson                             |
| Erica Carlson       | Jessica Olsson                          |
| Mathias Rust        | Johan Hulth                             |
| Stefan Hörberg      | Markus                                  |
| Josefine Nyberg     | Viktoria                                |
| Ralph Carlsson      | Olof, Agnes' vader                      |
| Maria Hedborg       | Karin, Agnes' moeder                    |
| Axel Widegren       | Oskar, Agnes' kleine broertje           |
| Jill Ung            | Birgitta, de moeder van Elin en Jessica |
| Lisa Skagerstam     | Camilla                                 |

## Productie
De film is niet opgenomen in Åmål maar in Trollhättan.